# FMRP

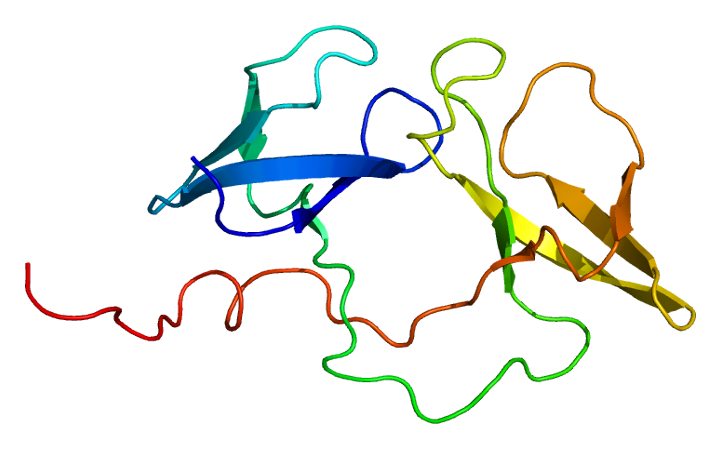
Proteína FMRP

La proteína FMRP (Fragile X Mental Retardation Protein) se sintetiza por el gen FMR1 (Fragile X Mental Retardation 1) y se encuentra en los testículos, placenta y linfocitos, expresándose principalmente en el cerebro. La FMRP se une al ARN mensajero (ARNm) y forma una partícula ribonucleoproteica (RNP). Esta Ribonucleoproteína regula la traducción de otras proteínas. También se ha observado que la FMRP se desplaza entre el núcleo de la célula y el citoplasma, uniéndose a los ribosomas, lugar donde se construyen las proteínas. Esta evidencia ha sugerido que la FMRP participa, de algún modo, en el proceso de traducción. La proteína FMRP traduce el 4% de los mensajes neuronales. Es una proteína protagonista en la regulación de los cambios estructurales neuronales y en la maduración mediante la estimulación ambiental, particularmente en la selección de las conexiones neuronales. En 1991 fue descubierto el gen FMR1, causante del Síndrome X frágil (SXF) OMIN:300624. En las personas con este trastorno, una alteración en el FMR1 hace que el gen se paralice. Como consecuencia, el gen FMR1 es incapaz de sintetizar la proteína que suele fabricar. La FMRP participa en el desarrollo cognitivo normal, y la ausencia de la misma  puede derivar en una menor estatura, el tamaño de la cabeza y los miembros, y además provoca el síndrome de x frágil (SXF), Parkinson y autismo entre otros trastornos cognitivos.

## Estructura

#### Estructura primaria
La proteína FMRP en humanos consta de 12 isoformas producidas por empalme alternativo. De estas isoformas, la  6, elegida como referencia, consta de 632 aminoácidos y un peso molecular de 71,174 Daltons.
En ratones, esta proteína cuenta con 614 aminoácidos y un peso molecular de 68,989 Daltons.

#### Estructura secundaria
La estructura secundaria de esta proteína está formada por zonas Alfa hélice (18 regiones), beta plegada (20 regiones) y giro (4 regiones).

#### Dominios
El N-terminal está formado por dos repeticiones llamadas NDF-1 y NDF-2 que están unidas y seguidas por una cola de 20 aminoácidos. Cada repetición se pliega en una hoja β plegada  antiparalela formada por 4 hebras dobladas con una quinta hebra cerrando la cavidad de la hoja. A estas dos subunidades hay que añadir un dominio KH compuesto por 3 hebras de estructura hoja β plegadas antiparalelas más 3 α-hélices.
Este dominio interacciona con la proteína de interacción, con el FMTP de 82 KD y con la proteína nuclear de interacción con FMRP.
Se han definido otros 2 dominios  KH de esta proteína fuera de la terminación amino. KH1 y KH2 comparten la misma estructura: 3 hebras con estructura β-plegada antiparalelas.
La zona de la proteína que le da su actividad característica es la estructura RGG (arginine-glycine-rich) que interacciona con un quadruplex de guanina del ARNm . Esta estructura está formada por 13 aminoácidos formando un giro beta.

## Función
La función de la proteína en los diferentes compartimentos celulares está mediada por su interacción con el ARN, bien como con las diferentes proteínas a las cuales se asocia. Cuando esta proteína se une al ARNm forma un complejo ribonucleoproteico cuya función principal es regular la traducción (genética) de otras proteínas una vez que este complejo está unido a un polirribosoma. El FMRP participa en la exportación nuclear, estabilidad y control de localización de ARNm en las dendrites. Es responsable por la regulación de la plasticidad sináptica y modulación en el cerebro regulando la vía de la señalización en las dendrites, mecanismos implicados en el aprendizaje y memoria.
Esta proteína también participa en diversos procesos de regulación; actúa como represora de la traducción y regula negativamente los patrones de crecimiento del cerebro, de la producción de la proteína precursora amiloide (APP), de la regulación de la vía del receptor 5 del glutamato metabotrípico (mGluR5) bien como de la traducción del gen de la fosfatasa y homólogo de la tensina PTEN afectando el crecimiento normal de los individuos.

## Genética
Considerando el tamaño de la expansión se pueden considerar 3 tipos de alelos: alelos normales 6-54CGG, alelos intermedios 45-54CGG, alelos premutados   55-200CGG y alelos con mutación completa  ≥200-1000CGG. 
Este gen presente en la región Xq27.3 del Cromosoma X cuando presenta más de 200 repeticiones se encuentra metilado. Este mecanismo epigenético impide la traducción de FMRP, observándose en estos casos, ausencia o producción de niveles muy bajos de esta proteína [2][1][3][4]

## Relevancia clínica
La ausencia de la proteína FMRP es causa genética de:
- Síndrome del X frágil

- Autismo